# Adenauerallee 212/214 (Bonn)

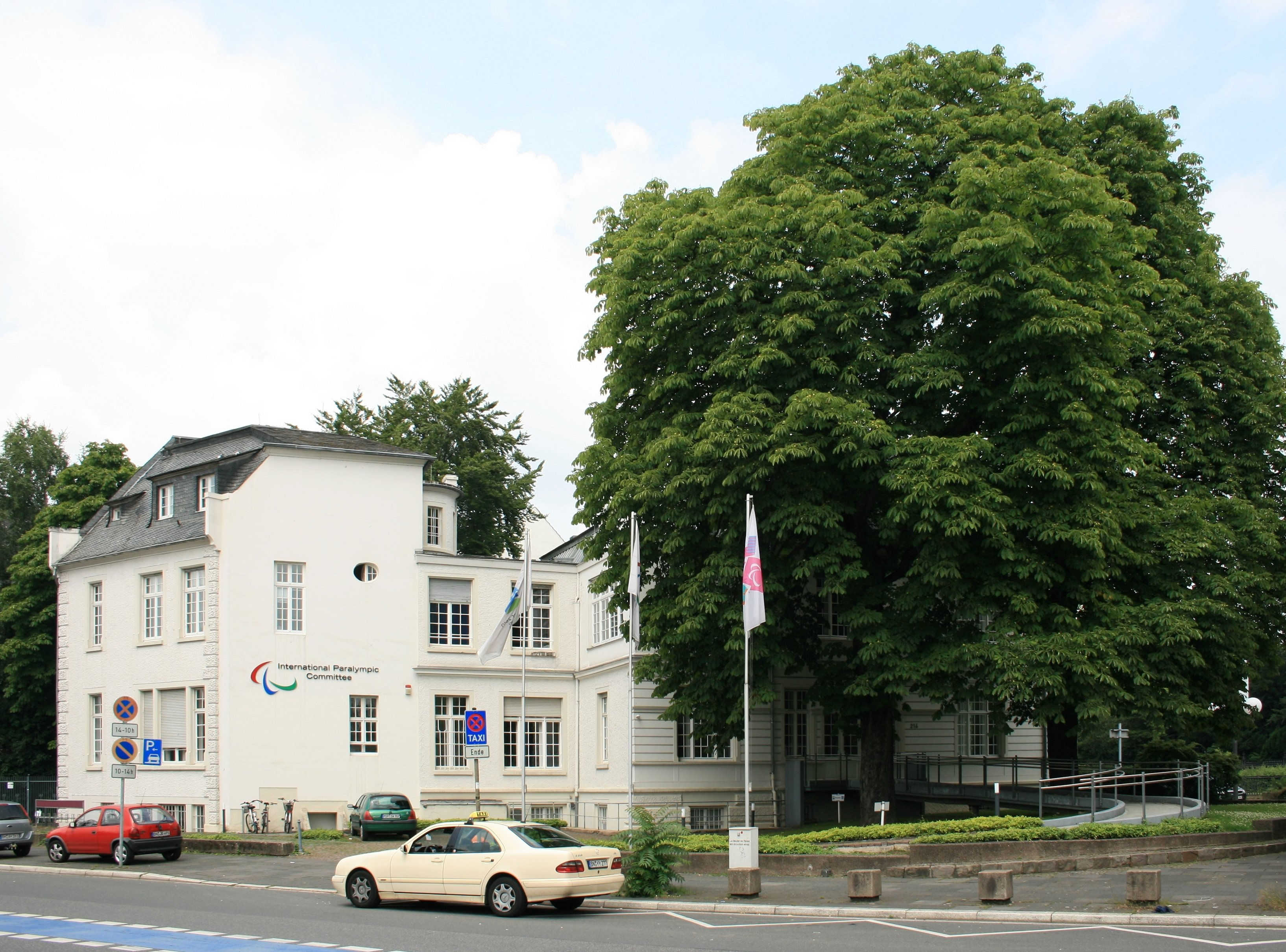
Adenauerallee 214 (2009)

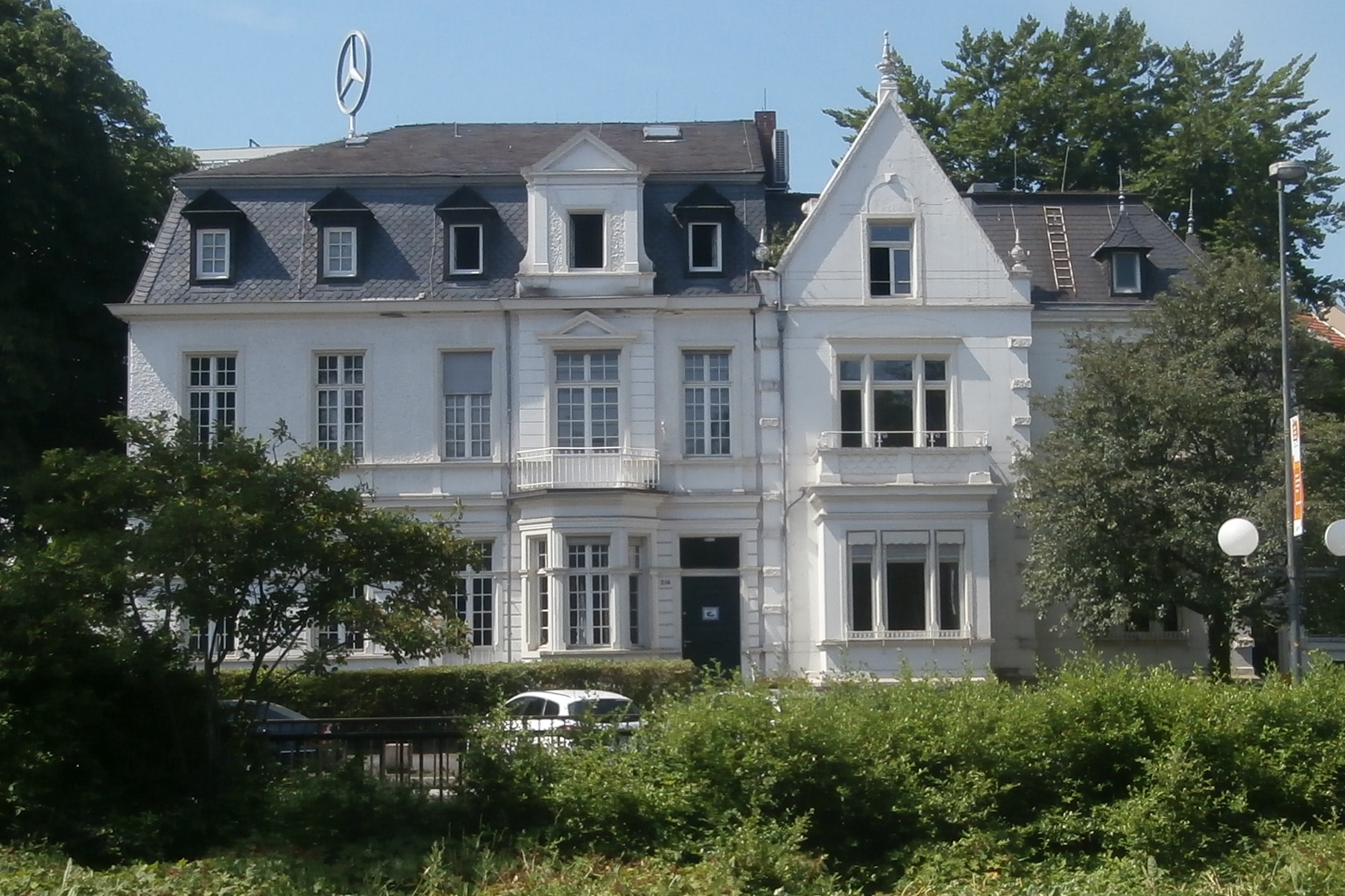
Adenauerallee 212 (2013)

Das Gebäude Adenauerallee 212/214 ist eine Villa im Bonner Ortsteil Gronau. Sie liegt am Nordwestrand des Bundeskanzlerplatzes zwischen Reuterstraße im Südwesten und Adenauerallee im Nordosten. Die Villa besteht aus zwei ursprünglich getrennten Häusern, die als Baudenkmal unter Denkmalschutz stehen, und ist seit 1999 Sitz des Internationalen Paralympischen Komitees (IPC).

## Geschichte

### Adenauerallee 212
Das heutige Haus Adenauerallee 212 entstand 1891 nach Plänen der im Ingenieurbüro Havestadt & Contag zusammengeschlossenen Berliner Regierungsbaumeister Christian Havestadt und Max Contag. Es diente als Verwaltungsgebäude der Rheinisch-Westfälischen Bahngesellschaft, der Betreibergesellschaft der 1891 eröffneten Bonner Pferdebahn, deren Depots für die Waggons und Pferdestallungen sowie später auch der Lokomotivschuppen sich auf dem unmittelbar nördlich benachbarten Grundstück befanden. Das Haus ging nach Ankauf der Pferdebahn durch die Stadt Bonn 1904 in deren Besitz über und wurde dem Beigeordneten Fritz Bottler zur Verfügung gestellt. Die Eintragung der Halbvilla in die Denkmalliste der Stadt Bonn erfolgte am 30. April 1986.

### Adenauerallee 214
Das heutige Haus Adenauerallee 214 (Bundeskanzlerplatz) wurde 1891/92 für den Bauherrn Gustav Schwefinghaus nach Plänen des Architekten Lemke errichtet. Nach 1900 wurde es Wohnsitz des Barons von Salviati, Kammerherr und Hofchef des in der benachbarten Villa Loeschigk residierenden Prinzen Adolf zu Schaumburg-Lippe, der auch Eigentümer des Hauses war. 1900/01 erfolgte eine Verlängerung des Gebäudes zur Reuterstraße hin, wobei auch ein Verbindungsgang mit rundem Treppenturm entstand. 1906 ließ der Prinz zu Schaumburg-Lippe das Haus durch den Anbau von zwei weiteren Achsen zur Adenauerallee hin und die Umgestaltung der Fassade zu einer repräsentativen Halbvilla umbauen. 1913 folgte eine Überbauung des Hofes zwischen den Bauteilen an der Reuterstraße und der Adenauerallee.
Nach dem Zweiten Weltkrieg gehörte das Haus Adenauerallee 214 der Witwe des im Krieg gefallenen Wilhelm von Preußen, der vormaligen Baronin Dorothea von Salviati (1907–1972), und wurde in der Folge als „Villa Salviati“ bezeichnet. 1950 war hier ein Teil des Büros für Friedensfragen des gegenüberliegenden Bundeskanzleramts (Palais Schaumburg) untergebracht; 1952 zogen Abteilungen des neugeschaffenen Auswärtigen Amtes ein, dessen Leitung zunächst ebenfalls im Bundeskanzleramt angesiedelt war: der Sprachendienst im Erdgeschoss und das Pressereferat (3–4 Mitarbeiter) im ersten Obergeschoss. Im zweiten Obergeschoss war weiterhin die Prinzessin Wilhelm von Preußen mit ihren Kindern wohnhaft, bis sie 1958 nach dem erfolgten Verkauf an den Bund aus der Villa auszog. 1959 wurde die Terrasse des Hauses im ersten Obergeschoss überbaut. Die Eintragung der Halbvilla in die Denkmalliste der Stadt Bonn erfolgte am 30. April 1986. Sie war bis in die 1990er-Jahre Sitz der Interparlamentarischen Arbeitsgemeinschaft e.V. (IPA), des IUCN Environmental Law Centre (ELC) (bis November 1998) und des von der Europäischen Kulturstiftung gegründeten Institute for European Environmental Policy (IEEP) (seit Januar 1976).

### Adenauerallee 212/214
Auf Grundlage der Vereinbarung über die Ausgleichsmaßnahmen für die Region Bonn (1994), die im Rahmen des Berlin/Bonn-Gesetzes zur Kompensation der Verlegung des Parlaments- und Regierungssitzes nach Berlin (1999) geschlossen wurde, übertrug der Bund die in seinem Besitz befindliche Liegenschaft Adenauerallee 212/214 der Stadt Bonn zur Ansiedlung von Einrichtungen. 1999 wurde sie Hauptsitz des Internationalen Paralympischen Komitees, für das im Auftrag der Stadt ein behindertengerechter Umbau unter Leitung des Bonner Architekturbüros Karl-Heinz Schommer erfolgte. Die vormals getrennten Halbvillen Adenauerallee 212 und 214 wurden dabei im Innern miteinander verbunden. Im Januar 2016 wurde die Zentrale auf das benachbarte Bürogebäude Adenauerallee 208–210 ausgeweitet.